# Josif Skaliger
Josif Justus Skaliger (fr. Joseph Justus Scaliger; 5. avgusta 1540 — 21. januara 1609) bio je francuski istoričar.
Odrastao je kao deseto dijete i treći sin slavnog italijanskog naučnika Juliusa Skaligera. Otac ga je podučio latinskom, a na pariskom univerzitetu je ovladao grčkim, hebrejskim i arapskim jezikom.
Nakon posjete Italiji, otišao je na put po Engleskoj i Škotskoj, gdje je postao kalvinista, a poslije je učestvovao u hugenotskim ratovima. Poslije se bavio naučnim radom u Ženevi i Lajdenu, pri čemu se posebno ističe kritičkim izučavanjem i izdanjima klasičnih antičkih pisaca.
Njegovo najvažnija delo su De amendatione temporum (1593) i Thesaurum temporum (1606) u kojima je udario temelje savremenoj istorijskoj hronologiji, kao i uvođenju proučavanja Asiraca, Vavilonaca i drugih drevnih naroda u istoriografiju Starog vijeka, dotada rezervisanu isključivo za antičku Grčku i Rim.
U Lajdenu se takođe istakao žestokom polemikom protiv katoličkih jezuita.

## Spoljašnje veze
- Jacob Bernays: Joseph Justus Scaliger. Hertz u. a., Berlin u. a. 1855 (Nachdruck: Zeller, Osnabrück 1965), (Ausgabe 1855 online).
- Philippe Tamizey de Larroque (Hrsg.): Lettres françaises inédites de Joseph Scaliger. Michel et Médan u. a., Agen u. a. 1879 (Nachdruck: Slatkine, Genf 1970).
- John Edwin Sandys: A History of Classical Scholarship. Band 2: From the Revival of Learning to the End of the Eighteenth Century (in Italy, France, England, and the Netherlands). Cambridge University Press, Cambridge 1908, S. 199–204 (Nachdruck: Martino, Mansfield Centre CT 2009,  978-1-57898-048-2).
- Anthony T. Grafton: Joseph Scaliger. A Study in the History of Classical Scholarship. 2 Bände (1: Textual Criticism and Exegesis. 2: Historical chronology). Clarendon Press, Oxford 1983–1993,  0-19-814850-X (Bd. 1),  0-19-920601-5 (Bd. 2), (Oxford-Warburg Studies).